# Halichoeres tenuispinis
Halichoeres tenuispinis là một loài cá biển thuộc chi Halichoeres trong họ Cá bàng chài. Loài này được mô tả lần đầu tiên vào năm 1862.

## Từ nguyên
Từ định danh tenuispinis được ghép bởi hai âm tiết trong tiếng Latinh: tenuis ("mảnh khảnh, mỏng manh") và spinis ("gai, ngạnh"), hàm ý đề cập đến phần gai vây lưng mảnh và mềm như các tia vây ở loài cá này.

## Phạm vi phân bố và môi trường sống
Halichoeres bleekeri trước đây được xem là một danh pháp đồng nghĩa của H. tenuispinis nhưng sau đó được công nhận một loài hợp lệ có phạm vi giới hạn ở vùng biển phía nam Nhật Bản và Hàn Quốc. Do vậy, H. tenuispinis thực sự chỉ được biết đến tại Hồng Kông, Hạ Môn (Phúc Kiến, Trung Quốc) và đảo Đài Loan. Những ghi nhận của H. tenuispinis ở Philippines đã được xác định là loài Halichoeres papilionaceus.
H. tenuispinis sống trên rạn san hô viền bờ và trong đầm phá, nơi có nhiều tảo phát triển ở độ sâu khoảng 3–20 m.

## Mô tả
H. tenuispinis có chiều dài cơ thể lớn nhất được ghi nhận là 14 cm. Ngoài những khác biệt về chỉ tiêu đếm, cả hai loài H. tenuispinis và H. bleekeri còn có sự khác biệt đáng kể về kiểu hình, điển hình là H. bleekeri cái không có đốm đen trên gốc vây đuôi như H. tenuispinis cái, nhưng H. tenuispinis cái lại có một đốm đen nổi bật ở gốc vây ngực. H. tenuispinis không có vệt hồng ở dưới đầu, ngay sau khóe miệng. H. tenuispinis đực có nhiều sắc đỏ cam trên cơ thể, trong khi H. bleekeri đực lại có nhiều sắc xanh lục hơn.
Số gai ở vây lưng: 9; Số tia vây ở vây lưng: 12; Số gai ở vây hậu môn: 3; Số tia vây ở vây hậu môn: 13–15; Số tia vây ở vây ngực: 14 (hiếm khi là 13 như H. tenuispinis); Số gai ở vây bụng: 1; Số tia vây ở vây bụng: 5; Số vảy đường bên: 27–28.

## Sinh thái học
Thức ăn của H. tenuispinis là các loài thủy sinh không xương sống. Chúng sống đơn độc hoặc có thể hợp thành một nhóm nhỏ.

## Thương mại
H. tenuispinis được đánh bắt trong các hoạt động buôn bán cá cảnh cũng như khai thác thủy sản, đặc biệt là tại Đài Loan.